# Pawłowskij
Pawłowskij – osiedle typu miejskiego w Rosji, w Kraju Permskim. W 2010 roku liczyło 3191 mieszkańców.